# Ryan Coogler
Ryan Kyle Coogler (Oakland, 23 mei 1986) is een Amerikaanse filmregisseur en scenarist. Hij debuteerde in 2013 met het waargebeurd drama Fruitvale Station, dat op het Sundance Film Festival zowel de jury- als publieksprijs won.

## Biografie

### Jeugd
Ryan Coogler werd in 1986 geboren in Oakland (Californië) als de zoon van Ira Coogler, een reclasseringsambtenaar, en Joselyn Thomas, een gemeenschapsorganisatrice. Beide ouders waren afgestudeerd aan de California State University - East Bay. Ryan heeft twee broers, Noah en Keenan. Op 8-jarige leeftijd verhuisde hij met zijn gezin naar Richmond (Californië). Tijdens zijn jeugd speelde hij football en deed hij aan atletiek. Hij studeerde op basis van een sportbeurs aan Saint Mary's College High School en blonk uit in wiskunde en wetenschappen. Nadat de footballopleiding van Saint Mary's College High School in maart 2004 werd opgedoekt, maakte hij de overstap naar Sacramento State. Vervolgens sloot hij zich aan bij de USC School of Cinematic Arts van de University of Southern California.

### Filmcarrière
Aan de University of Southern California ontwikkelde Coogler verschillende korte films, die meermaals in de prijzen vielen. Locks won de "Dana and Albert Broccoli Award for Filmmaking Excellence" op het Tribeca Film Festival, Gap de "Jack Nicholson Award for Achievement in Directing" en Fig de "HBO Short Filmmaking Award" en "DGA Student Filmmaker Award".
In 2013 ging Cooglers debuutfilm Fruitvale Station in première op het Sundance Film Festival. De film was gebaseerd op de laatste dag van Oscar Grant III, die op nieuwjaarsdag 2009 in Cooglers geboortestad Oakland werd doodgeschoten door een politieagent. De film won op het filmfestival zowel de jury- als publieksprijs. De hoofdrol in Fruitvale Station werd vertolkt door Michael B. Jordan, met wie hij twee jaar later ook samenwerkte aan de sportfilm Creed, een spin-off van de Rocky-filmreeks.
In januari 2016 raakte bekend dat hij de superheldenfilm Black Panther zou regisseren en hiervan het scenario zou schrijven. De film ging in 2018 in première en kreeg overwegend positieve recensies. Ook de vervolgfilm, Black Panther: Wakanda Forever, die uitkwam in 2022 heeft hij geschreven en geregisseerd. In 2025 produceerde Coogler de Disney+-serie Ironheart waarin het personage Riri Williams, uit Black Panther: Wakanda Forever, centraal staat. Daarnaast produceerde in hetzelfde jaar de animatieserie Eyes of Wakanda voor Disney+.

## Filmografie
| Jaar | Titel                          | Regisseur | Scenarist |
| ---- | ------------------------------ | --------- | --------- |
| 2013 | Fruitvale Station              |           |           |
| 2015 | Creed                          |           |           |
| 2018 | Black Panther                  |           |           |
| 2022 | Black Panther: Wakanda Forever |           |           |
| 2023 | Creed III                      |           |           |
| 2025 | Sinners                        |           |           |